# Cucinotta (cognome)
Cucinotta è un cognome di lingua italiana.

## Varianti
Cucina, Cucinella, Cucinelli, Cuciniello, Cucinotti, Cucinotto, Cugina, Cuginetti, Cugini, Cugino.

## Origine e diffusione
Cognome tipicamente siciliano, è presente prevalentemente nel messinese.
Potrebbe derivare dal termine meridionale cucina, "cugina". Non si escludono incroci con il termine "cucina", rendendo quindi il cognome affine a Cuoco.
La variante Cuciniello è campana; Cugini è centro-settentrionale.

## Persone
- Annalisa Cucinotta – ex pistard e ciclista su strada italiana
- Claudio Cucinotta – dirigente sportivo ed ex ciclista italiano
- Franco Cucinotta – ex calciatore italiano
- Maria Grazia Cucinotta – attrice, produttrice cinematografica, regista e modella italiana
- Roberto Maria Cucinotta – organista e compositore italiano
- Saro Cucinotta – incisore, disegnatore e critico d'arte italiano